# Monestir de Căpriana
Monestir de Căpriana (en romanès: Mănăstirea Căpriana) és un dels monestirs més antics de la República de Moldàvia, situat a Căpriana, 40 km al nord-oest de Chisinau.

## Visió general
Construït a la Moldàvia medieval, la localitat de Căpriana està situada en una zona boscosa pintoresca que abans es deia Codrii Lăpușnei.
La primera referència significativa data d'un document emès l'any 1429 que donava a Căpriana l'estatus de monestir reial en nom d'Alexandre el Bo. En aquesta escriptura s'anomenava la santa residència "mănăstirea de la Vâșnovăț unde este egumen Chiprian" (el monestir de Vâșnovăț on l'hegumen és Chiprian) i va ser donada en poder de l'esposa d'Alexandre, la princesa Marena.
Després d'un període de decadència, el monestir va ser reconstruït per instàncies de Petru Rareș, del 1542 al 1545.

## Esglésies
Al lloc del monestir hi ha tres esglésies. L'església de la Dormició (una església d'estiu de pedra), que és l'església més antiga existent a Moldàvia; l'església d'hivern de Sant Jordi, un edifici del segle xx; i l'església del segle xix, que està dedicada a Sant Nicolau.
L'església de la Dormició conté la tomba del metropolità Gavril Bănulescu-Bodoni.

## Galeria

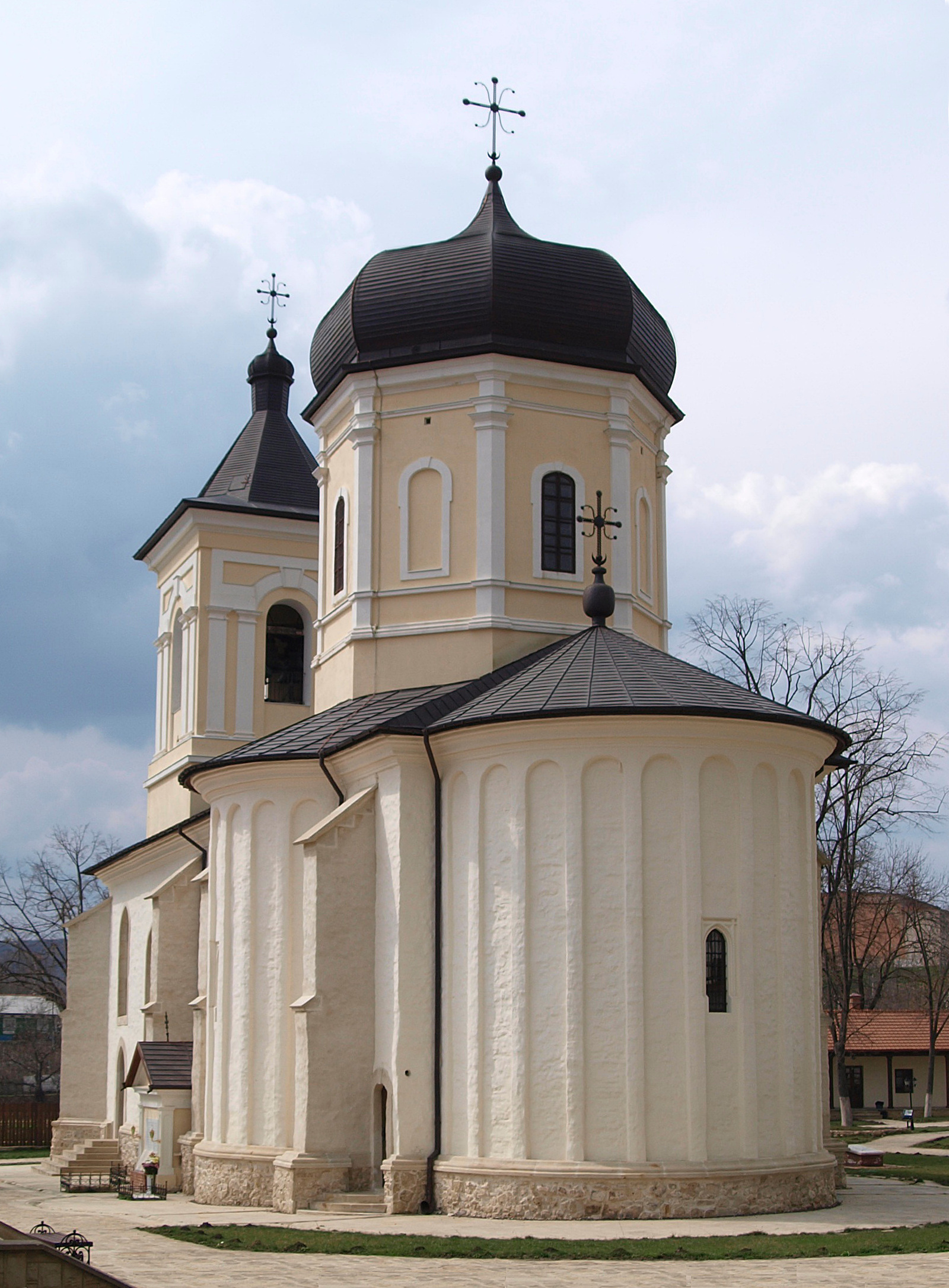
L'església de pedra (1491–1496), construïda a l'estil moldau pel príncep moldau Esteve el Gran
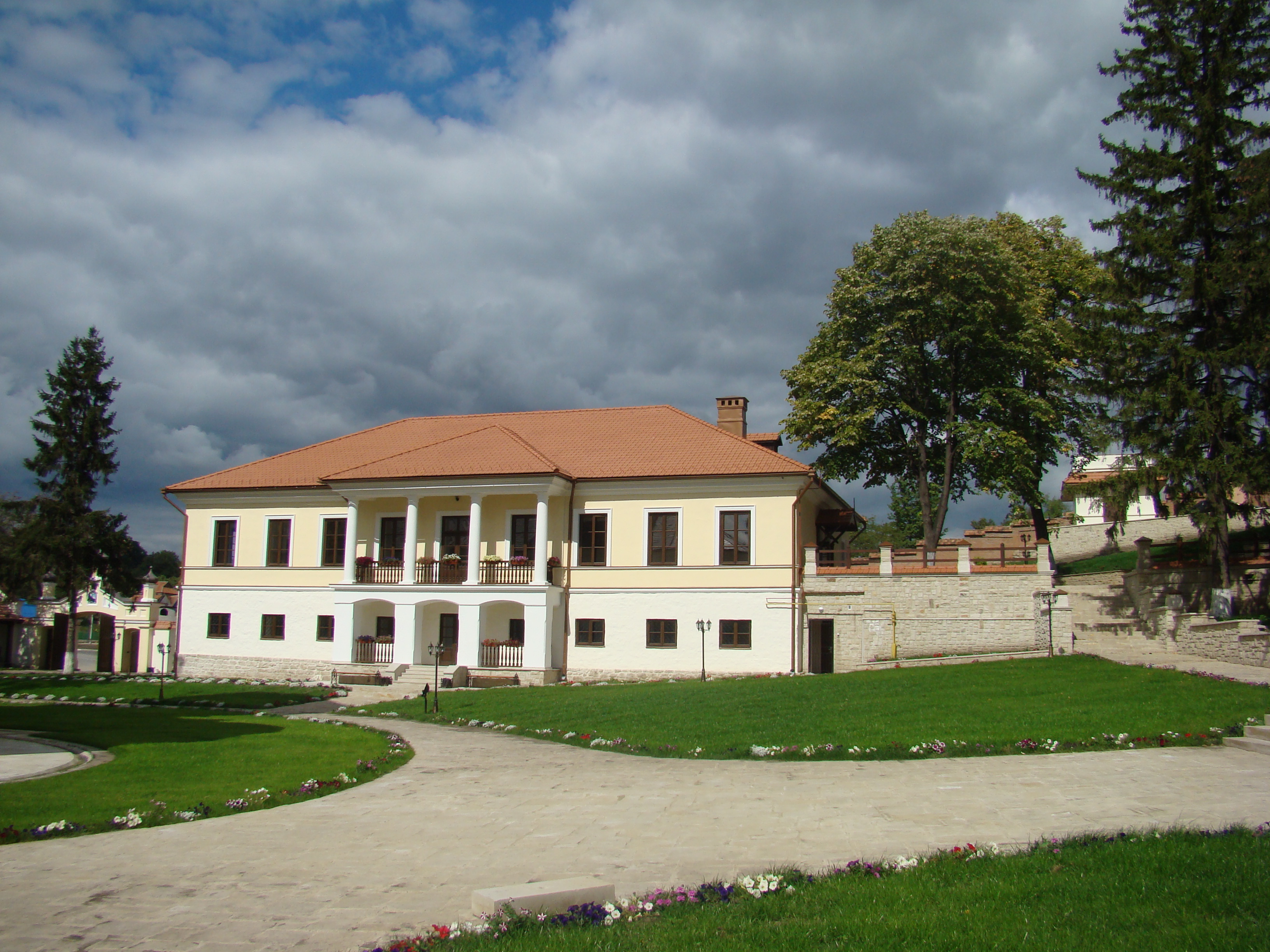
Dins del monestir
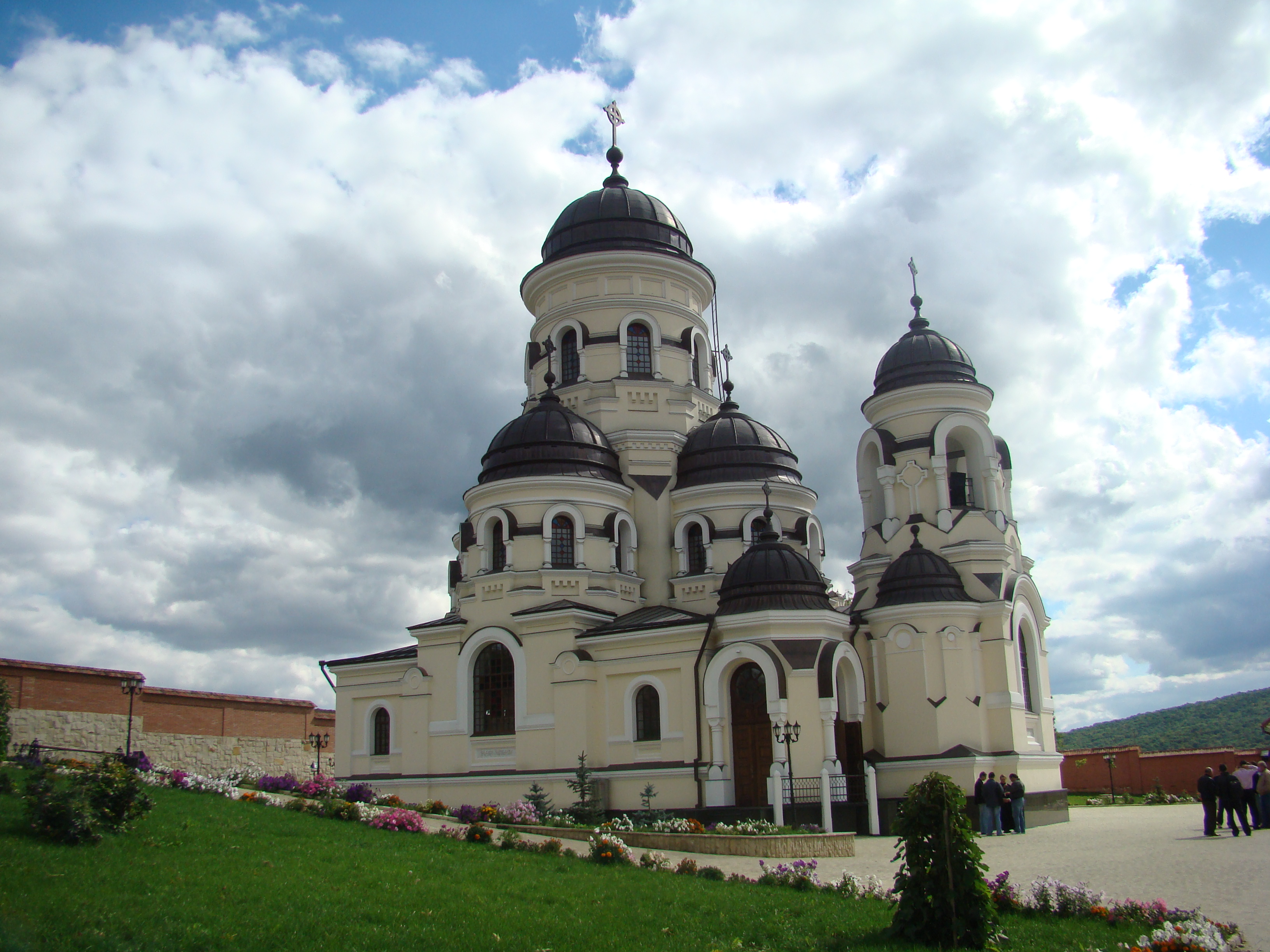
L'"església d'hivern" va ser aixecada l'any 1903, en un estil arquitectònic diferent (estil neobizantí) durant la governació de Bessaràbia